# 大不列顛島最細的屋
大不列顛島最細的屋（Smallest House in Great Britain），又名碼頭屋，是一個位於威爾士北部社區康威(Conwy)碼頭區的旅遊景點。這房子有兩層，面積僅有3.05米乘1.8米，樓高3米，是英國最細小的房屋。
這房子建於16世紀，此後它一直用作居住之用。直到1900年，由於當地法院認為這屋子實在太細小，並不適合人們居住而下令戶主搬遷後，房子才漸漸變為旅遊景點。現時，遊客需要支付1鎊才可入內參觀﹔同時，由於結構問題，遊客不能到上層參觀，只能從樓梯觀望。據悉，由於上層的空間相當有限，因此這層只有一張床和床頭櫃。

## 資料來源
1. ↑  Big headache for smallest house （页面存档备份，存于） 《BBC News》 9 6 2006

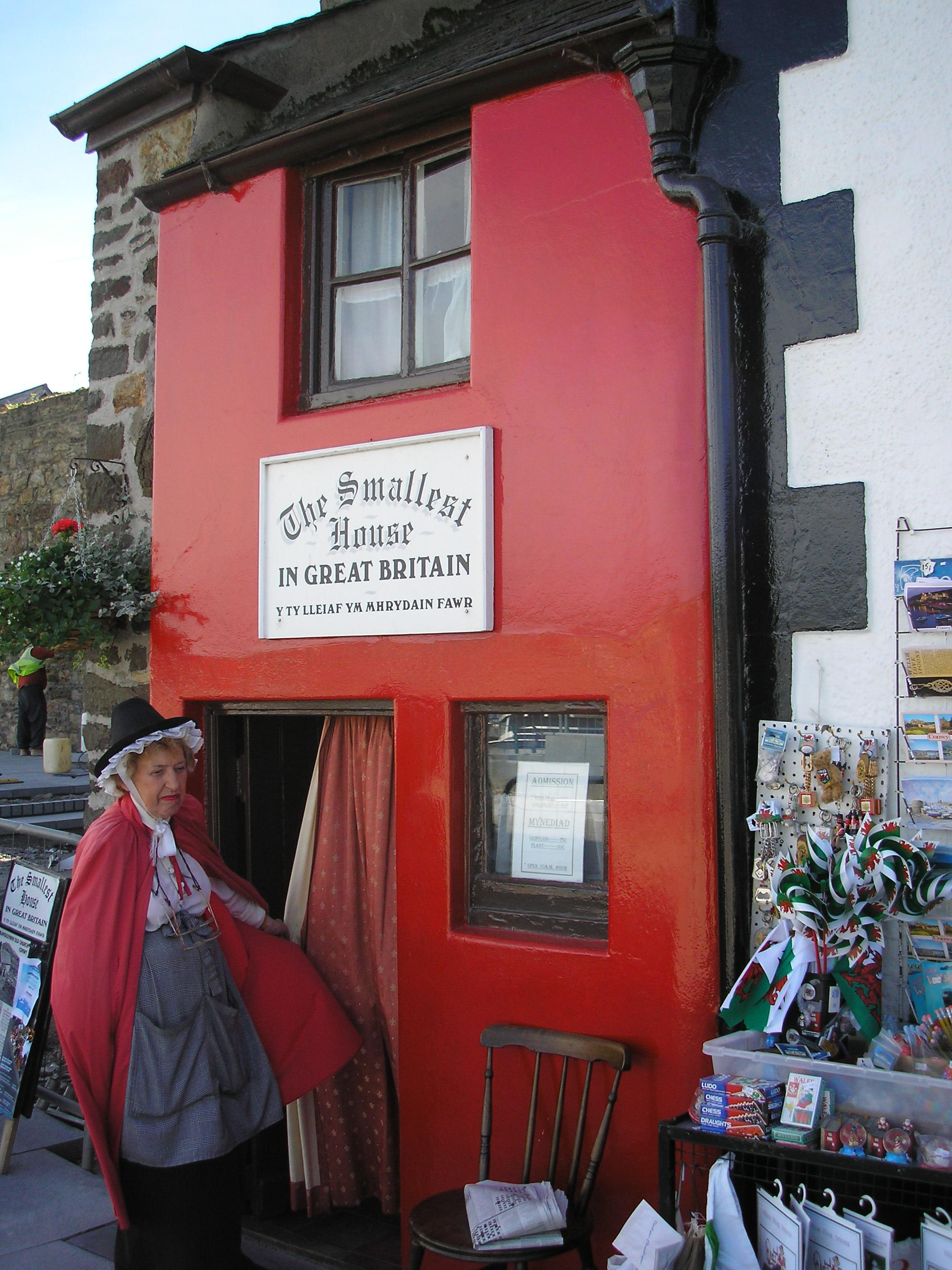
英國最細小的房屋

2. ↑  "Owner Smallest House in Great Britain Dead" 《The Lewiston Daily Sun》 14 6 1926

## 外部連結
- 官方网站
- 參觀資料 （页面存档备份，存于）

53°16′56″N 3°49′43″W / 53.28235°N 3.82860°W